# Mil Mi-24
El Mi-24 és un helicòpter d'atac amb una baixa capacitat per al transport de tropes, operatiu des de 1976 i utilitzat per la Força Aèria Soviètica, els seus successors, i una trentena de nacions.
La denominació OTAN és Hind i les seues variants s'identifiquen amb una lletra addicional. Les versions per a l'exportació, el Mi-25 i el Mi-35, són denominades com Hind D i Hind E, respectivament. Els pilots soviètics anomenaren a l'aeronau letayushiy o tanc volant. Un altre àlies comú és Cocodril degut al seu camuflatge i el baix perfil.

## Desenvolupament
Durant la dècada de 1960, es va fer evident pel dissenyador soviètic Mikhail Leont'yevich Mil que la tendència cap a la mobilitat en el camp de batalla cada vegada donaria lloc a la creació de vehicles voladors de combat d'infanteria, que podrien ser utilitzats per dur a terme tant el suport de foc com les missions d'infanteria de transport. La primera expressió d'aquest concepte va ser una maqueta donada a conèixer el 1966 en el taller experimental del Ministeri de Fàbrica d'Avions nombre 329 on Mil era cap de disseny.
La maqueta designada V-24 estava basada en un altre projecte, l'helicòpter utilitari V-22, que al seu torn mai va volar. El V-24 tenia un compartiment central d'infanteria que podia contenir vuit soldats asseguts esquena amb esquena, i un conjunt de petites ales col·locades en la part posterior superior de la cabina de passatgers, capaces d'emmagatzemar fins a sis míssils o coets i un canó GSh-23L de doble-barril fix a la plataforma d'aterratge.

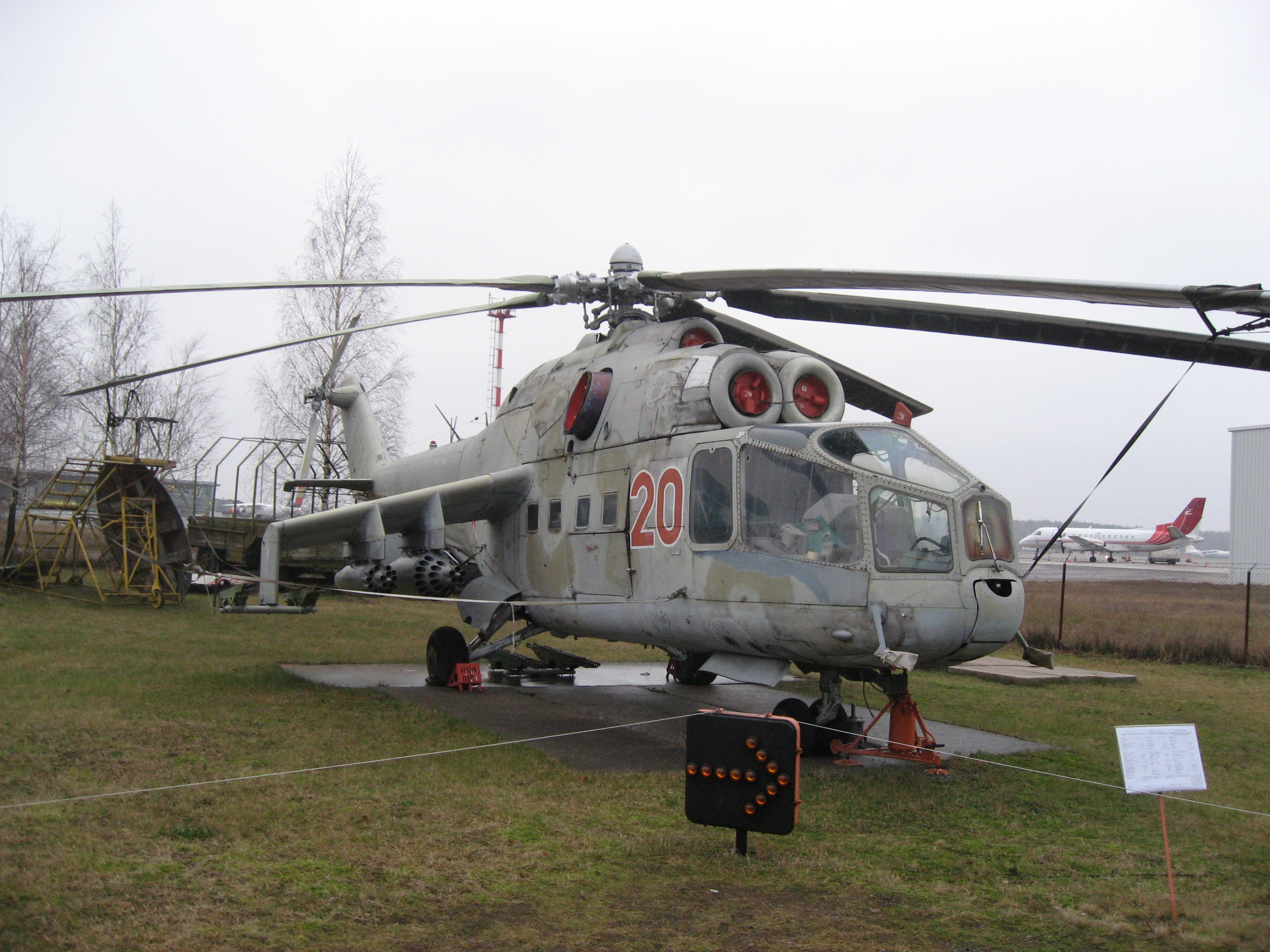
Mil Mi-24A

Mil va proposar el disseny als caps de les forces armades soviètiques, i mentre que ell tenia el suport d'un nombre d'estrategs, les seues intencions van ser refusades per diversos membres de més alt rang de les forces armades que creien que les armes convencionals tenien un millor ús dels recursos. Malgrat l'oposició, Mil va aconseguir convèncer primer diputat del ministre de Defensa, Marshal Andrey A. Grechko, per convocar un panell d'experts per estudiar l'assumpte.

## Característiques

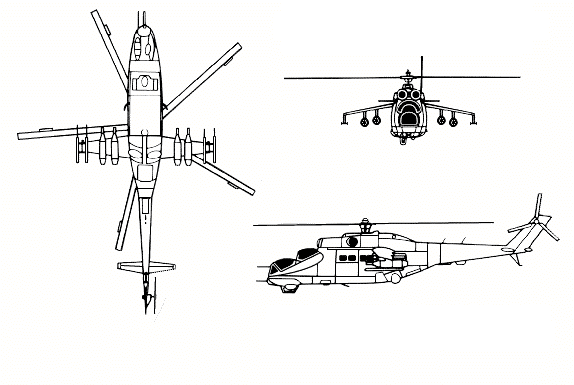
Disseny d'un HIND

El fuselatge de l'helicòpter es va prendre del model Mi-8. La cabina de vol està protegida amb vidres blindats i una estructura reforçada amb aliatges de titani.

## Historial de combat
Massivament utilitzat per l'exèrcit rus, principalment a la Invasió de l'Afganistan.

## Especificacions (Mi-24)

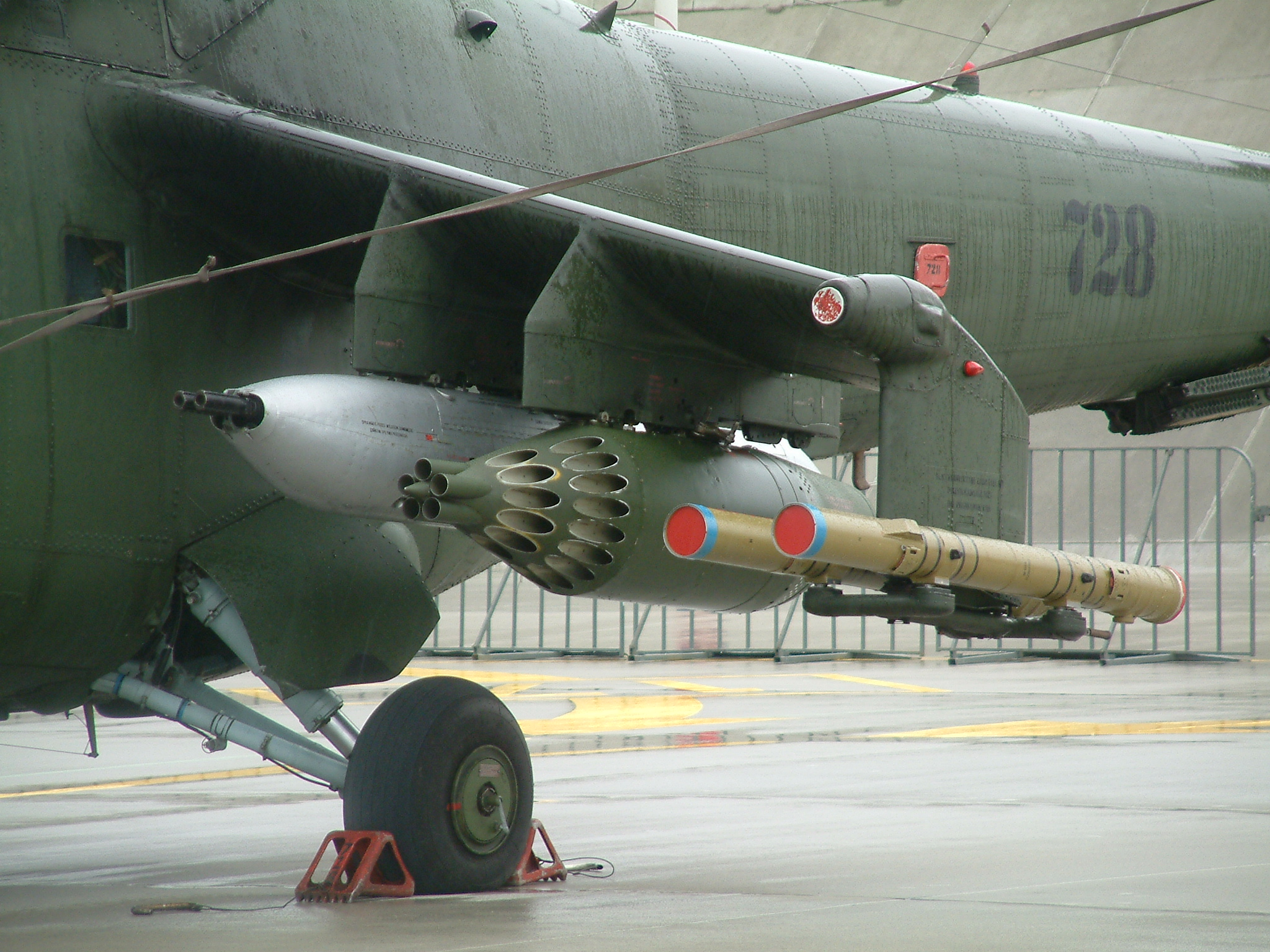
Possibles configuracions d'armament del Mi-24W

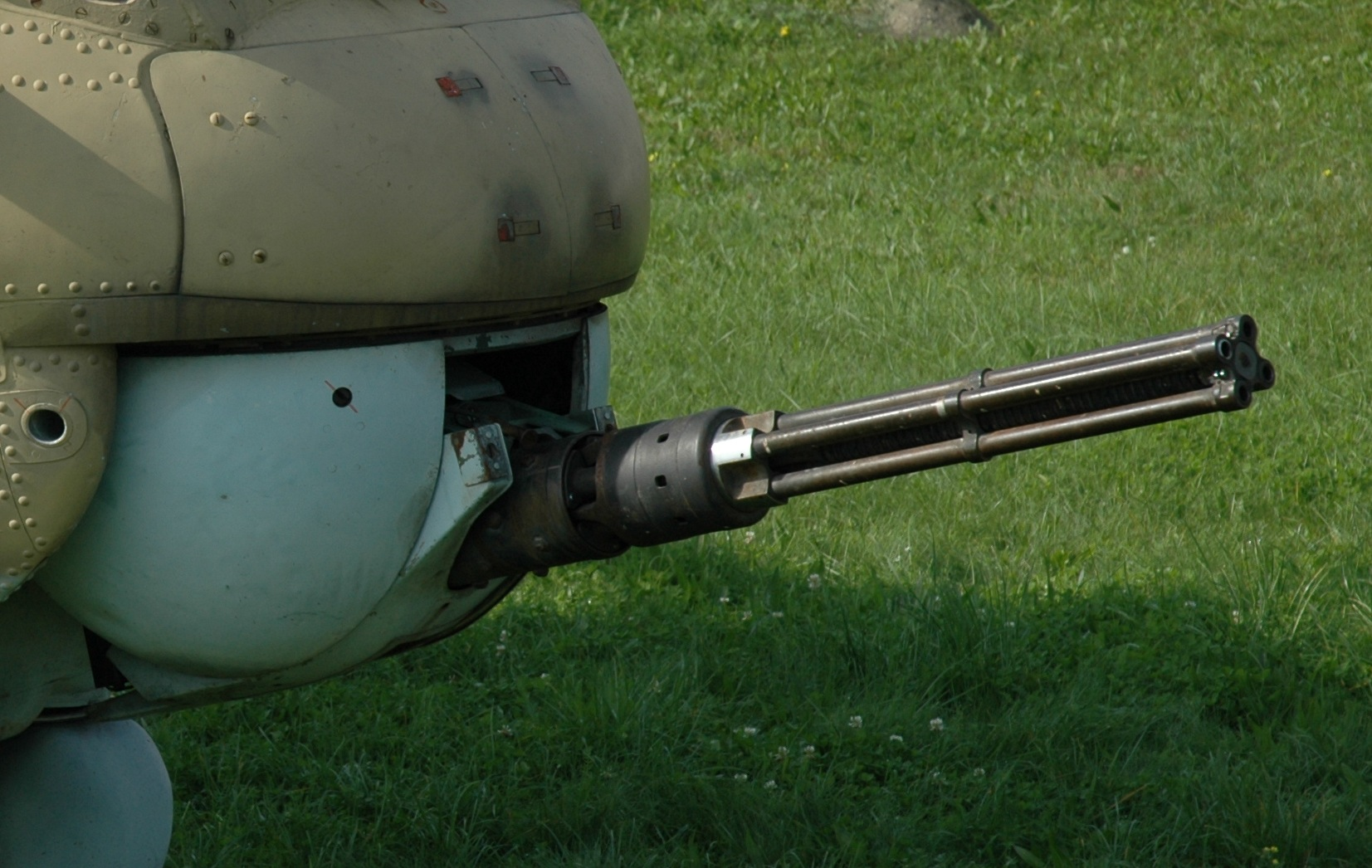
Metralladora multi-canó Yakushev-Borzov YakB de calibre 12,7 mm

Dades de Indian-Military.org
Característiques generals
- Tripulació: 2–3: pilot, oficial del sistema d'armes i tècnic (aquest opcional)
- Capacitat: 8 soldats equipats o 4 camilles
- Longitud: 17,5 m
- Diàmetre del rotor: 17,3 m
- Alçada: 6,5 m
- Superfície del disc 235 m²
- Pes buit: 8.500 kg
- Pes màxim d'enlairament: 12.000 kg
- Motors: 2×  turbines turboeix Klimov TV3-117, 1.600 kW   cada un

 Rendiment 
- Velocitat màxima: 335 km/h
- Abast: 450 km
- Sostre de servei: 4.500 m